# C/2011 W3
C/2011 W3是由澳大利亚天文爱好者特里·洛弗乔伊在2011年11月27日发现的周期彗星。这是洛弗乔伊独立发现的第三颗彗星，也近40年来在地面上发现的第一颗克鲁兹族彗星。

## 觀測史
2011年12月16日协调世界时00:35，彗星在太阳日冕中通过近日点，距离太阳表面约140,000公里。虽然科学家认为在彗星在撞击日冕后将会被毁灭，但太阳动力学天文台（SDO）之后的摄像画面发现虽然彗星在日冕中丧失大部分物质，但依然顺利通过近日点，存活离开了太阳。
2011年12月3日，STEREO-A卫星开始对彗星进行观测，12月14日，太阳和太阳风层探测器（SOHO卫星）开始捕捉彗星接近太阳的画面。在彗星接近近日点的过程中，STEREO-A、SDO、SOHO、日出和Proba-2等5颗卫星的18种仪器对其进行联合研究。在达到近日点之前，C/2011 W3（洛弗乔伊）的彗核直径估计约为100－200米。但由于彗星经过近日点后并没有被毁灭，所以现在估计在通过近日点之前，彗核的直径至少为500米。彗星在撞击日冕前，视星等达到最亮的-4等，和金星的亮度差不多，它是2007年亮度达到-6等的大彗星麦克诺特彗星之后出现的最亮彗星。
12月21日开始，C/2011 W3在南半球可以在日出前肉眼直接看到。太空人丹尼爾·伯班克從國際太空站拍攝了彗星的照片。地面攝影師繼續拍攝彗星的影像，當時彗星的亮度已減弱到4等左右。雖然洛夫喬伊彗星在2012年初仍可被南半球的觀測者看到，但當它在2月份穿過北半球時，就需要大型望遠鏡才能看到它。
彗星到達近日點後，有些科學家預測彗星接近太陽時產生的應力可能會導致解體。觀測者無法找到一個明顯的彗核，進一步證實了這個想法。茲德涅克·塞卡尼納（Zdenek Sekanina）和保羅·喬達斯根據皮埃爾·奧格天文台（Pierre Auger Observatory）的觀測數據確定，彗核在近日點存活了幾天，但在12月19日爆發出塵埃，核心於12月20日經歷了「災難性碎裂」事件並完全消失。
2015年10月23日，科學家在彗星上發現兩種構成生命所需的複雜分子—乙醇和簡單糖類乙醇醛。

## 图片
- STEREO-A卫星拍摄的达到近日点之前的彗星
- STEREO-A卫星在2011年12月拍摄到彗星接近太阳的HI1画面
- SDO卫星拍摄到彗星在通过日冕后依然存在